# Franzosengraben (Ehebach)
Der Franzosengraben ist ein etwa 1,7 km langer Auengraben rechts des Ehebachs zwischen dem Pfarrdorf Ullstadt von Markt Sugenheim und dem Pfarrdorf der Nachbargemeinde Langenfeld, die beide dem Landkreis Neustadt an der Aisch-Bad Windsheim in Mittelfranken angehören. 

## Geographie

### Verlauf
Der Franzosengraben beginnt seinen Lauf auf etwa 298 m ü. NHN etwa 50 Meter vom Lauf des Ehebachs entfernt gegenüber dem Wasserschloss von Ullstadt neben dem Sportplatz am Rand des Ortes. Von dort an zieht er in leicht wechselnden und nie mehr als 150 Meter vom Lauf des Ehebachs nach Osten, anfangs zwischen Feldern, später meist neben Wiesen und mit sporadischem Baumbewuchs am Ufer. In ihn münden von rechts ein halbes Dutzend Gräben meist vom unteren rechten Hang des Ehebachtal, der mit ca. 1,0 km deutlich längste davon ist von Quellen am unteren Rand des  Judenrankens im Süden gespeist, die anderen, alle nur unbeständig wasserführenden nehmen nur den zeitweiligen Abfluss aus den umgebenden Landwirtschaftsflächen auf. 
Das letzte Fünftel des Laufes liegt grenznah im Gebiet der Gemeinde Langenfeld. Zwischen deren Lamprechtsmühle auf der anderen Seite des Ehebachs und Langenfeld selbst mündet der Franzosengraben auf etwa 294 m ü. NHN von rechts in den Ehebachs.

### Einzugsgebiet
Das Einzugsgebiet ist etwa 1,6 km² groß und nur zu einem kleinen Teil am und auf der kleinen Hochfläche über dem Judenranken im Süden bewaldet, auf der die südliche Wasserscheide mit recht einheitlich um 404–405 m ü. NHN die größte Höhe hat. An dieser liegt im Südwesten auf einem nur kurzen Abschnitt das Einzugsgebiet des Rempelsbachs an, eines mittelgroßen Zuflusses der Aisch, sonst im Süden das eines noch recht langen, bei Hambühl mündenden Bachs zum Ehebach, des Weidengrabens im Südosten, das eines Zuflusses nun oberhalb von Ullstadt im Westen.  
Naturräumlich zählt das Gebiet zum Unterraum Südlicher (Vorderer) Steigerwald des Steigerwaldes. Der Franzosengraben verläuft im breiten quartären Auensedimentband des Ehebachs. Der größte Teil des Einzugsgebietes liegt im Gipskeuper (Grabfeld-Formation), die kleine Hochfläche über dem  Judenranken erreicht darüber vielleicht noch den Sandsteinkeuper.

### Geschichte
Der Franzosengraben ist schon in historischen Karten aus dem 19. Jahrhundert eingetragen. Auf eine schon ältere Entstehung weist auch der recht unregelmäßige Verlauf hin.

### BayernAtlas („BA“)
Amtliche Online-Gewässerkarte mit passendem Ausschnitt und den hier benutzten Layern: Lauf und Einzugsgebiet des Franzosengrabens

Allgemeiner Einstieg ohne Voreinstellungen und Layer: BayernAtlas der Bayerischen Staatsregierung (Hinweise)
1. 1 2  Höhe abgefragt auf dem Hintergrundlayer Amtliche Karte (Rechtsklick).
2. 1 2  Länge abgemessen auf dem Hintergrundlayer Amtliche Karte.
3. ↑  Einzugsgebiet abgemessen auf dem Hintergrundlayer Amtliche Karte.
4. ↑  Geologie nach dem Layer Geologischen Karte 1:500.000.

### Sonstige
1. ↑  Karl Albert Habbe: Die naturräumlichen Einheiten auf Blatt 153 Bamberg – Ein Problembündel und ein Gliederungsvorschlag. In: Mitteilungen der Fränkischen Geographischen Gesellschaft 2003/2004, S. 55–102 (PDF-Download)